# Anomocloòidies
Les anomocloòidies (Anomochlooideae) són una subfamília de les poàcies. Inclou herbes perennes que creixen al sòls en ombra dels boscos tropicals. La subfamília conté does gèneres, Anomochloa, Streptochaeta, cadascun en la seva pròpia tribu.

## Tribus
- Anomochloeae C.E.Hubb
- Streptochaeteae C.E.Hubb